# جاذبه های گردشگری استان بخارا

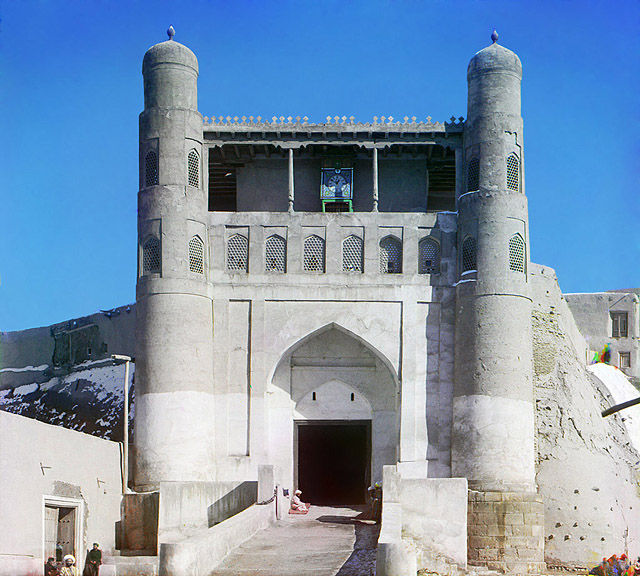
ورودی ارگ بخار

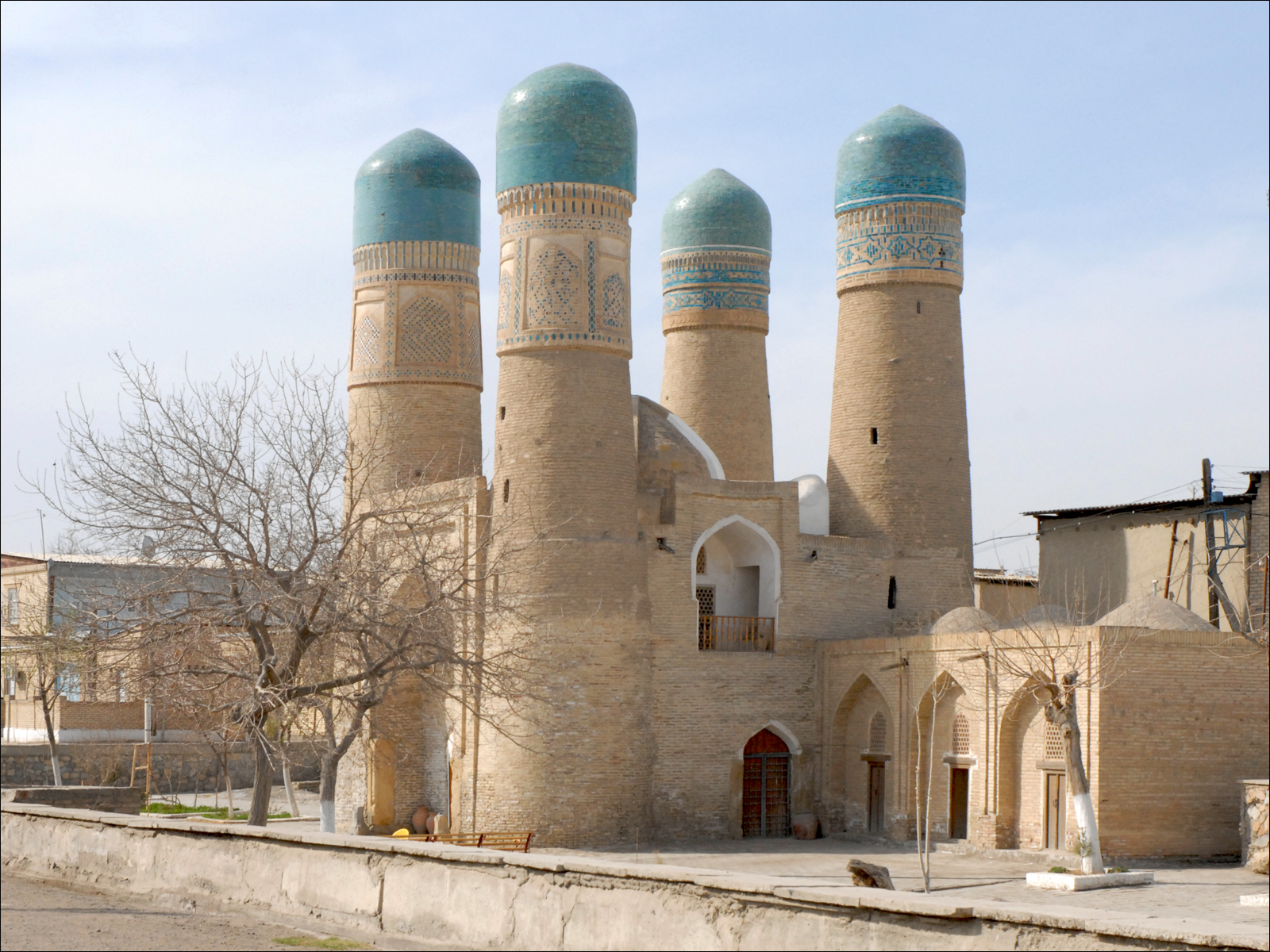
چار منار

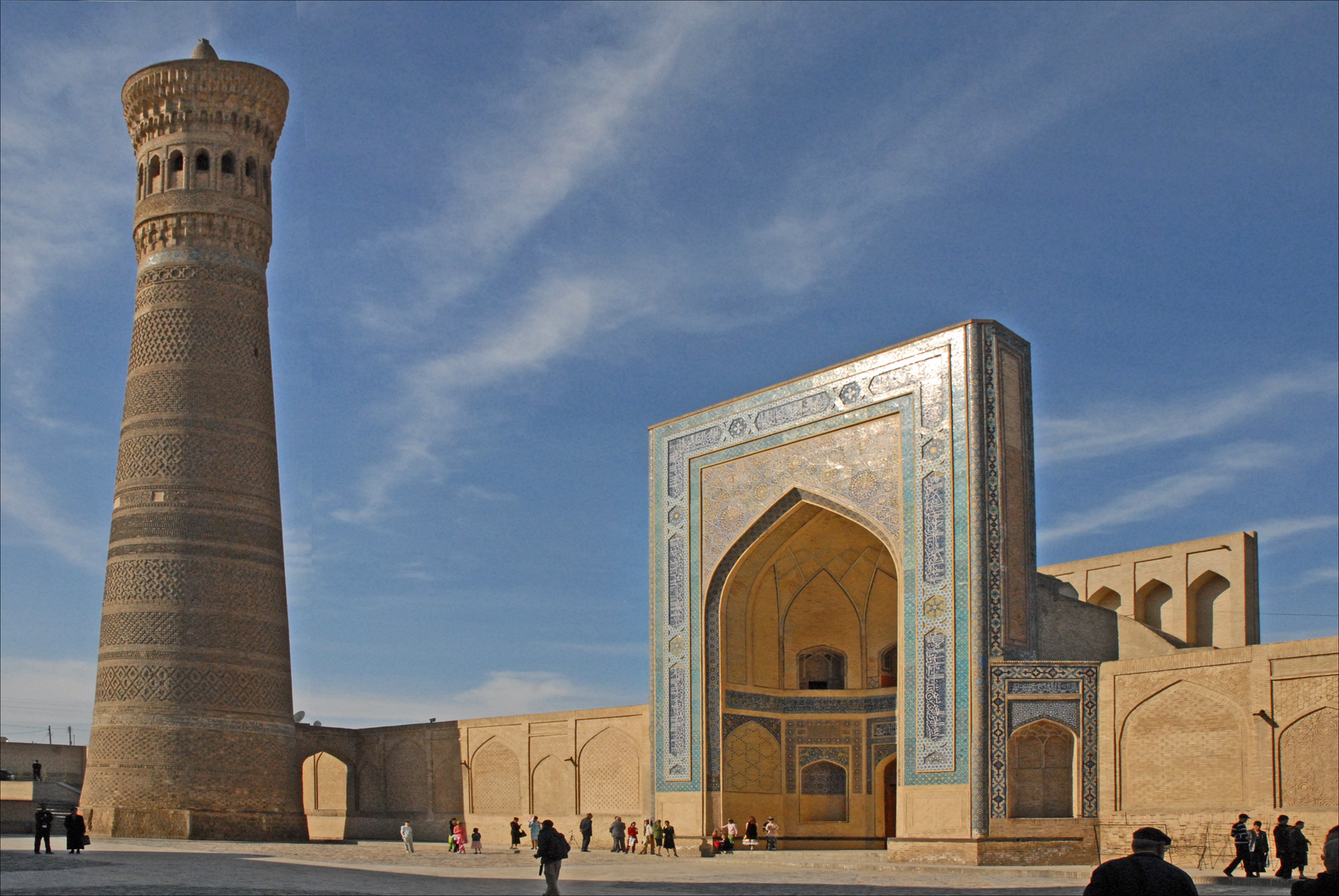
پای کلان

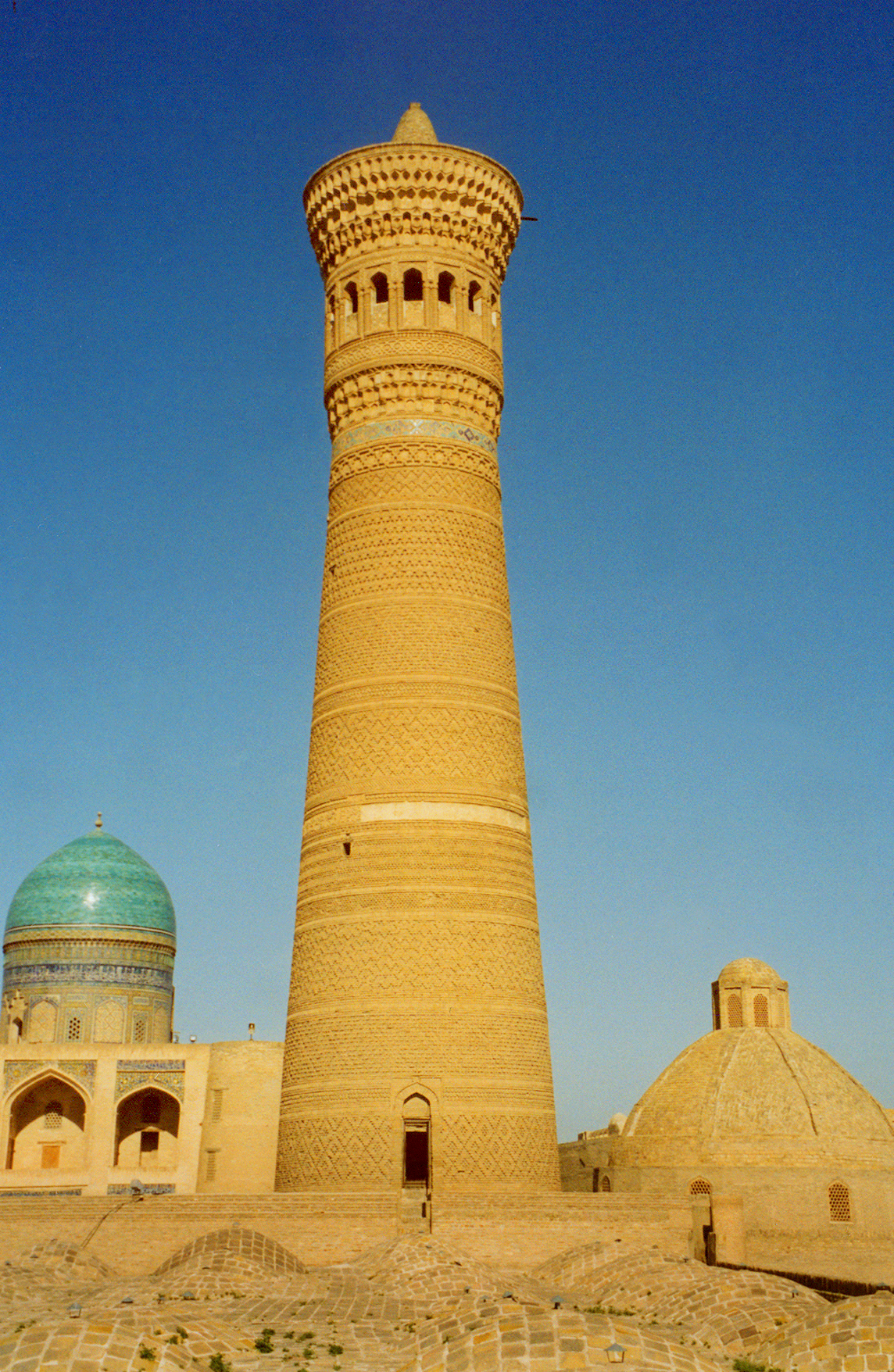
منارهٔ کلان، مناره‌ای از مجموعه‌مسجد پای‌کلان

بخارا از بزرگ‌ترین شهرهای پهنه تمدنی زبان فارسی است که در برهه‌هایی از تاریخ مرکزیت سیاسی، فرهنگی و دانشی هم داشته‌است.

در این شهر که بیش از ۲۵۰۰ سال عمر دارد، بزرگان فرهنگ و ادب پارسی مانند ابوعلی سینا، عمر خیام، رودکی و فردوسی زندگی کرده‌اند. زائران معمولاً پیش از سفر به مکه و مدینه، نخست بخارا را زیارت می‌کردند. بسیاری از جاهای تاریخی و فرهنگی بخارا در فهرست میراث جهانی یونسکو، سازمان آموزشی، علمی و فرهنگی ملل متحد گنجانده شده است. در زیر نام شماری از جاذبه های گردشگری این شهر کهن آمده است:
ارگ بخارا
پای کلان
مناره کلان
چار منار (ازبکستان)
ستاره ماه‌خاصه
آرامگاه چهاربکر
مجموعه‌بناهای شیخ بهاءالدین (ازبکستان)
مدرسه عبدالعزیزخان  و روبرویش مدرسه الغ‌بیگ (بخارا) که با هم یک مجموعهٔ قاش را تشکیل میدهند.
مدرسه عبدالله‌خان و روبرویش مدرسه مادر خان که با هم یک مجموعهٔ قاش را تشکیل میدهند.
مدرسه قاش
آرامگاه بهاءالدین محمد نقشبند
تیم عبدالله‌خان
آغای بزرگ

مسجد مغاک کورپه
مسجد مغاک عطاری
آرامگاه سیف‌الدین باخرزی و بیان‌قلی‌خان
مسجد بالاحوض
نمازگاه بخارا
آرامگاه چشمه ایوب
دروازه تلیپاچ
طاق زرگران
طاق تلپک‌فروشان
طاق صرافان
شاهرود (بخارا)
لب حوض
رباط ملک
کاروانسرای کولوته